# Orienscopia angustirostris
Orienscopia angustirostris är en insektsart som först beskrevs av Brunner von Wattenwyl 1890.  Orienscopia angustirostris ingår i släktet Orienscopia och familjen Proscopiidae. Inga underarter finns listade i Catalogue of Life.